# Zschokkea oblonga
Zschokkea oblonga är en kvalsterart som beskrevs av Koenike 1892. Zschokkea oblonga ingår i släktet Zschokkea och familjen Thyasidae. Inga underarter finns listade i Catalogue of Life.